# Piratas de Edelweiss

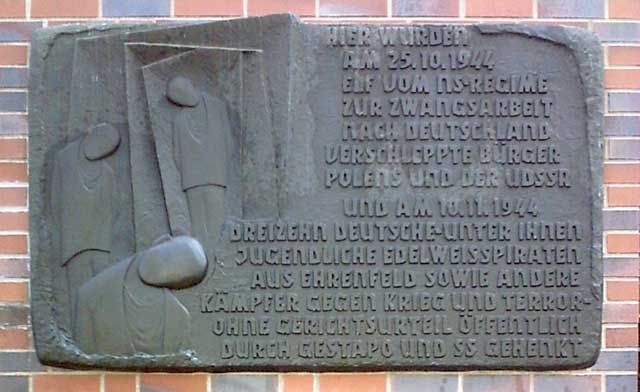
Monumento a las víctimas de Colonia en Schönstein Str, al lado del Bahnhof

Los piratas de Edelweiss (en alemán: 'Edelweißpiraten) fueron un grupo de jóvenes poco organizado en la Alemania nazi. Surgieron en Alemania occidental del Movimiento Juvenil Alemán de fines de la década de 1930 en respuesta a la estricta reglamentación de la Juventud Hitleriana. Similar en muchos aspectos al Leipzig Meuten, consistía en jóvenes, principalmente entre las edades de 14 y 17 años, que habían evadido a la Juventud Hitleriana al abandonar la escuela (que se permitía a los 14) y también eran lo suficientemente jóvenes como para evitar el reclutamiento militar, que solo era obligatorio a partir de los 17 años. Las raíces y los antecedentes del movimiento Piratas de Edelweiss se detallaron en la película de 2004 Piratas de Edelweiss, dirigida por Niko von Glasow.

## Historia
Los orígenes del grupo se remontan al período inmediatamente anterior a la Segunda Guerra Mundial, ya que la Juventud Hitlerista controlada por el estado fue movilizada para adoctrinar a los jóvenes, a expensas de las actividades de ocio que se les ofrecían anteriormente. Esta tensión se exacerbó una vez que comenzó la guerra y los líderes juveniles fueron reclutados. En contraste, los piratas de Edelweiss ofreció a los jóvenes una considerable libertad para expresarse y mezclarse con miembros del sexo opuesto. Esto era diferente a los movimientos juveniles nazis, que estaban estrictamente segregados por sexo, la Juventud Hitleriana (Hitler-Jugend) era para niños y la Liga de Muchachas Alemanas (Bund Deutscher Mädel) para niñas. Aunque predominantemente masculinos, las reuniones casuales de los piratas de Edelweiss ofrecieron a los adolescentes alemanes la oportunidad de experimentar con el sexo opuesto.[cita requerida] El grupo utilizó muchos símbolos del ilegal Movimiento Juvenil Alemán (Die deutsche Jugendbewegung), incluidos sus símbolos, vestimenta y canciones.[cita requerida]
El primer grupo de piratas de Edelweiss apareció a fines de la década de 1930 en el oeste de Alemania, compuesto principalmente por jóvenes entre 14 y 18 años. Los grupos individuales estaban estrechamente asociados con diferentes regiones, pero identificables por un estilo común de vestir con su propia insignia de edelweiss y por su oposición a lo que vieron como la naturaleza paramilitar de la Juventud Hitleriana. Los subgrupos de Edelweißpiraten incluían a los Navajos de Colonia, los Kittelbach Pirates de Oberhausen y Düsseldorf, y los Roving Dudes de Essen. Según un funcionario nazi en 1941, "Todos los niños saben quiénes son los piratas de Kittelbach. Están en todas partes; hay más de ellos que los jóvenes de Hitler ... Golpean a las patrullas ... Nunca aceptan por una respuesta ".
Aunque rechazaron el autoritarismo de los nazis, el comportamiento inconformista de Edelweißpiraten tendió a limitarse a pequeñas provocaciones. A pesar de esto, representaban a un grupo de jóvenes que se rebelaron contra la reglamentación del ocio del gobierno y no se impresionaron por la propaganda que promocionaba Volksgemeinschaft ("comunidad popular"). 
Durante la guerra, muchos Edelweißpiraten apoyaron a los aliados y ayudaron a los desertores del ejército alemán. Algunos grupos también recolectaron folletos de propaganda lanzados por aviones aliados y los empujaron a través de buzones.

## Respuesta Nazi
La respuesta nazi al Edelweißpiraten fue relativamente leve antes de la guerra, porque se los consideraba un irritante menor y no encajaban con la política del terror selectivo. A medida que la guerra continuó, y algunas actividades de los "Piratas" se volvieron más extremas, también lo hicieron los castigos. Las personas identificadas por la Gestapo como pertenecientes a las diversas pandillas a menudo fueron detenidas y liberadas con la cabeza afeitada para avergonzarlas. En algunos casos, los jóvenes fueron enviados a campos de concentración para jóvenes o detenidos temporalmente en prisión. El 25 de octubre de 1944, Heinrich Himmler ordenó una ofensiva contra el grupo y en noviembre de ese año, un grupo de trece personas, los jefes del Ehrenfelder Gruppe , fueron colgados públicamente en Colonia. Algunos de estos eran antiguos Edelweißpiraten . El ahorcado Edelweißpiraten incluyó a seis adolescentes, entre ellos Bartholomäus Schink , llamado Barthel, exmiembro de los Navajos locales. Fritz Theilen sobrevivió.
Sin embargo, la represión gubernamental nunca logró romper el espíritu de la mayoría de los grupos, lo que constituyó una subcultura que rechazó las normas de la sociedad nazi. Mientras que los Edelweißpiraten ayudaron a los desertores del ejército y a otros que se escondían del Tercer Reich, todavía no han recibido el reconocimiento como un movimiento de resistencia (en parte porque fueron vistos con desprecio por muchos de sus antiguos camaradas del Movimiento Juvenil debido a sus antecedentes "proletarios" y "criminales" 'actividades), y las familias de los miembros asesinados por los nazis aún no han recibido reparaciones. [ cita requerida ]

## Tras la Segunda Guerra Mundial
Al contrario de lo que esperaban los aliados, los Edelweißpiraten no eran probritánicos ni proestadounidenses. En los primeros días de la Ocupación Aliada, buscaron contacto con la Autoridad de Ocupación para intervenir en nombre de amigos e incluso para proponer que pudieran ir a patrullar, como lo hizo el Wuppertal Edelweißpiraten . Fueron tomados en serio y cortejados por varias facciones; Los primeros folletos conocidos del KPD ( Kommunistische Partei Deutschlands ) en julio de 1945 fueron dirigidos a ellos.
Mientras que un pequeño número de Edelweißpiraten permaneció en las organizaciones Juventud Antifascista y Juventud Libre Alemana, la mayoría le dio la espalda a estos cuerpos tan pronto como se dieron cuenta de que, en palabras de un miembro, "la política estaba tomando el centro del escenario nuevamente". Por ejemplo, un grupo en Bergisch Gladbach se disolvió cuando los jóvenes de orientación comunista intentaron formar una mayoría en el grupo.
El hecho de que Edelweißpiraten se alejara de los grupos políticos juveniles autorizados nuevamente les obligó a desempeñar el papel de marginados sociales y los puso en conflicto con los Aliados. La sede del Cuerpo de Contrainteligencia estadounidense en Frankfurt informó en mayo de 1946 que las actividades de Edelweiss eran conocidas en todas las zonas británicas y estadounidenses. [ cita requerida ]
Piratas Edelweiss durante el " Edelweißpiratenfestival " en Colonia , 2005.
Los grupos que se identificaron como Edelweißpiraten llevaron a cabo muchos ataques violentos contra las personas desplazadas soviéticas rusas y polacas. El autor Peter Schult fue testigo de un ataque de este tipo contra un vendedor negro polaco. También hubo ataques contra mujeres alemanas que se sabía que eran amigas o que tenían intimidad con soldados británicos. 
En un juicio llevado a cabo por un tribunal militar en Uelzen en abril de 1946, un menor llamado Heinz D. fue inicialmente condenado a muerte por su "... parte muy activa en la realización de los nefastos esquemas del E. Piraten. Una organización como esto bien podría amenazar la paz de Europa ". La sentencia fue conmutada el mes siguiente a una pena de prisión. En la zona soviética, los jóvenes sospechosos de ser Edelweißpiraten fueron condenados a unos 25 años de prisión prácticamente obligatorios.
La controversia rodeó las afirmaciones de que el grupo era Widerstandskämpfer [combatientes de la resistencia] después de que un miembro Fritz Theilen publicara sus memorias en 1984, lo que condujo a varias batallas legales que Theilen ganó. En abril de 2011, el alcalde de Colonia, Jürgen Roters, presentó a Theilen y a otros cuatro sobrevivientes la Orden del Mérito de la República Federal de Alemania.